# Правдинськ
Пра́вдинськ (до 1946 — Фрідланд (нім. Friedland, пол. Frydląd, лит. Romuva)) — місто в Калінінградській області Росії, районний центр. Утворює Правдинське міське поселення. Розташоване на річці Лина, приблизно за 30 км на схід від Багратіонівська і 53 км на південний схід від обласного центру Калінінграда. Населення становить 4,323 (Перепис 2010); 4,480 (Перепис 2002); 4,143 (перепис 1989).

## Історія
Засноване 1312 року в історичному краї Барта. 1335 року одержало від графа Лютера фон Брауншвейга міські права. Спустошене під час Тринадцятирічної війни між Тевтонським орденом і Пруським союзом. 1525 року після секуляризації держави Тевтонського ордену увійшло до складу Прусського герцогства. За правління династії Гогенцоллернів Фрідланд у 1618 році було включено до складу Бранденбург-Пруссії. У ході Другої північної війни місто знову розорено, цього разу шведськими військами. З 1701 року Фрідланд належав королівству Пруссія.
14 червня 1807 під Фрідландом сталася битва, у якій французька армія Наполеона перемогла об'єднану російсько-прусську армію. 1871 року місто внаслідок керованого Пруссією об'єднання Німеччини стало частиною Німецької імперії.
До 1945 року належало до району Бартенштайн провінції Східна Пруссія. Завойоване Червоною Армією 31 січня 1945. Відповідно до Потсдамської угоди, передане від Німеччини до Радянського Союзу. Німецьке населення міста було депортовано. 1946 року місто перейменовано на Правдинськ.